# Cabeiro
Cabeiro (in greco antico: Καβειρώ?, Kabeirṑ) o  Cabeirò  o Cabiro è un personaggio della mitologia greca. Una ninfa del mare.

## Genealogia
Figlia di Proteo, sposò Efesto e divenne madre di Cadmilo, dei Cabiri e delle Cabiridi.

## Mitologia
Secondo Nonno di Panopoli Cabeiro era di origine Tracia e per vivere insieme alla sua prole nella fucina di Efesto doveva essersi spostata a Lemno.

### Corrispondenze del personaggio
Dagli scoli ad Apollonio Rodio Cabeiro corrisponderebbe a Demetra e fu, forse, identificata anche con la ninfa del mare Idotea che parlò con Menelao nell'Odissea.